# Mads Sigersted
Mads Nyegaard Sigersted (* 16. Dezember 1972 in Aarhus) ist ein dänischer Basketballtrainer und ehemaliger -spieler.

## Laufbahn
Sigersted spielte in der Jugend und im Herrenbereich ab 1989 für Skovbakken Basketball (teils als BC Aarhus im Spielbetrieb vertreten, 2000 in Bakken Bears umbenannt). 1997, 1999, 2000 und 2001 gewann er mit der Mannschaft die dänische Meisterschaft. Während der Saison 2001/02 stand der 1,88 Meter große Aufbauspieler im Aufgebot von CB Monzon in der spanischen Liga EBA, er bestritt acht Einsätze für die Mannschaft (6,1 Punkte/Spiel). Anschließend spielte Sigersted bis 2005 wieder für Bakken und wurde 2004 sowie 2005 wiederum dänischer Meister. Den dänischen Pokalwettbewerb gewann Sigersted als Spieler in den Jahren 2000, 2001, 2004 und 2005. Er bestritt insgesamt 420 Spiele für die Bakken Bears und trat mit der Mannschaft im Laufe der Jahre auch in den europäischen Vereinswettbewerben Korać-Cup und FIBA Europe Cup an.
Der zunächst hauptberuflich als Lehrer tätige Sigersted wurde 2006 Cheftrainer der Bakken Bears. Im Januar 2007 erlitt er eine Hirnblutung, musste seine Trainertätigkeit vorerst unterbrechen und nahm diese im Oktober 2007 wieder auf. Sigersted blieb bis 2010 Trainer der Mannschaft. In seiner Amtszeit gewann Bakken 2007, 2008 und 2009 die dänische Meisterschaft sowie 2007, 2009 und 2010 den dänischen Pokalwettbewerb. Nach dem Ende seiner Amtszeit als Cheftrainer widmete sich Sigersted bei den Bakken Bears der Nachwuchsarbeit und wurde 2016 Individualtrainer bei Bakken.